# 笠王
笠王（かさおう、生没年不詳）は、奈良時代の皇族。一時臣籍降下し三長笠次いで山辺笠を称した。一品・舎人親王の孫。従四位上・守部王の子。官位は正五位上・大膳大夫。

## 経歴
天平宝字3年（759年）淳仁天皇の父である舎人親王に崇道盡敬皇帝の尊号が贈られた際、その孫として二世王待遇となり、無位から従四位下に直叙される。翌天平宝字4年（760年）大舎人頭に任ぜられる。
天平宝字8年（764年）藤原仲麻呂の乱終結後の淳仁天皇の廃位に伴って、王籍を除かれて三長真人姓となり、丹後国に配流となる。
光仁朝に入ると罪を赦されて、宝亀2年（771年）7月に王族に復すが、同年9月には早くも山辺真人姓を与えられて再び臣籍降下する。翌宝亀3年（772年）従五位下に叙爵。宝亀5年（774年）12月にはみたび王族に復す。光仁朝では玄蕃頭・内蔵頭・武蔵守を歴任し、宝亀11年（780年）従五位上に叙せられている。
桓武朝では、左右大舎人頭・大膳大夫を歴任した後、延暦8年（789年）正五位下、延暦10年（791年）には正五位上に至る。またこの間、延暦4年（785年）早良親王が皇太子を廃された際、中納言・藤原小黒麻呂とともに山科山陵に廃太子の旨を報告する遣使を勤めている。

## 官歴
『続日本紀』による。
- 天平宝字3年（759年） 6月16日：従四位下
- 天平宝字4年（760年） 2月20日：大舎人頭
- 天平宝字8年（764年） 10月：臣籍降下（三長真人姓）、官位剥奪の上で丹後国への流罪
- 宝亀2年（771年） 7月11日：復属。9月13日：臣籍降下（山辺真人姓）
- 宝亀3年（772年） 正月3日：従五位下
- 宝亀5年（774年） 3月5日：玄蕃頭。12月4日：復属
- 時期不詳：武蔵守
- 宝亀9年（778年） 2月23日：内蔵頭
- 宝亀11年（780年） 正月11日：従五位上
- 天応2年（782年） 2月7日：右大舎人頭。5月17日：左大舎人頭
- 延暦3年（784年） 7月13日：大膳大夫
- 延暦8年（789年） 正月6日：正五位下
- 延暦10年（791年） 正月7日：正五位上